# Corynebacterium diphtheriae
}
Corynebacterium diphtheriae és un bacteri grampositiu patogen que causa la malaltia de la diftèria. També se'l coneix com a bacil de Klebs-Löffler, perquè va ser descobert l'any 1884 per Edwin Klebs (1834 – 1912) i Friedrich Löffler (1852 – 1915).

## Classificació
S'han reconegut quatre subespècies: Ccorynebacterium diphtheriae ssp. mitis, C. diphtheriae ssp. intermedius, C. diphtheriae ssp. gravis, i C. diphtheriae ssp. belfanti. Totes elles poden ser toxicogèniques o no. El gen de la toxina de la diftèria es troba, de forma poc usual, en el bacteriòfag i no en el mateix cromosoma del bacteri.

## Sensibilitat
El bacteri és sensible a la majoria d'antibiòtics, com ara la penicil·lina, ampicil·lina, cefalosporina, quinolona, cloramfenicol, tetraciclina, cefuroxima o trimetoprima.